# فرقة المسرح العمالي
فرقة المسرح العمالي في عام 1970م تجمَّعت فئة من العمال المثقفين والهواة في سورية لإنشاء فرقة مسرحية عُمَّالية مُلتزمة بقضايا الطبقة العاملة، وتكون الصوت المُعبَّر عن تطلعاتها، وحسن رؤيتها، فكان لهم ذلك بعد موافقة الاتحاد العمالي وإصدارهِ قراراً يقضي بإنشاء فرقة مسرحية عُمالية تحت اسم: (الفرقة الفنية للاتحاد) ثم أصبح أسمها فرقة المسرح العمالي عام 1976م.
قدَّمت الفرقة العديد من المسرحيات الاجتماعية والوطنية والكوميدية، إضافة إلى الجولات التي قامت بها الفرقة في المحافظات السورية ومشاركتها في مهرجان دمشق للفنون المسرحية، إلى جانب المسرح العمالي بدمشق.
والجدير بالذكر أنَّ هذه الفرقة تركت بصماتٍ واضحة في نهضة الحركة المسرحية في حلب، وقد أشادت الصحف والمجلات بما قدمته من أعمال لاقت استحسان جمهور المسرح ومتابعيه.
ولا تزال الفرقة منذ عام 1970م تتابع أعمالها ونشاطاتها المسرحية حتى اليوم .

## المؤسسون
- ضمت الفرقة في هيئتها التأسيسية الأولى كلا من السادة :

1. يوسف أبو السعد.
2. نديم شراباتي .
3. محمد أحمد العبيد
4. عبد الهادي عتر .
5. وصال طحان .
6. عبد القادر إلجي.

## الأعمال المسرحية التي قدمتها الفرقة
| م  | اسم العرض المسرحي            | تاريخ العرض | تأليف             | إخراج            |
| -- | ---------------------------- | ----------- | ----------------- | ---------------- |
| 1  | مسرحية: موعد مع الفجر        | 1971        | يوسف أبو السعد    | يوسف أبو السعد   |
| 2  | مسرحية: عبدو (التنبل)        | 1972        | يوسف أبو السعد    | يوسف أبو السعد   |
| 3  | مسرحية: الصحو                | 1972        | بشار القاضي       | بشار القاضي      |
| 4  | مسرحية: الداخلون من النوافذ  | 1976        | زهير أمير براق    | محمد أحمد العبيد |
| 5  | مسرحية: الحقيقة المنتصرة     | 1978        | هنريك إبسن        | ظريف صباغ        |
| 6  | مسرحية: مرحبا خاص، مرحبا عام | 1979        | أحمد سيف          | أحمد سيف         |
| 7  | مسرحية: الرجل الصغير         | 1981        | أحمد سيف          | أحمد سيف         |
| 8  | مسرحية: كذب بكذب             | 1982        | أحمد سيف          | أحمد سيف         |
| 9  | مسرحية: المجنون يقولً وداعاً   | 1987        | برشيد الفحَّام      | أحمد سيف         |
| 10 | مسرحية: كوميديا القرود       | 1984        | أحمد سيف          | أحمد سيف         |
| 11 | مسرحية: حدث في بوزنكا        | 1985        | أحمد سيف          | أحمد سيف         |
| 12 | مسرحية: الأبواب السبعة       | 1987        | أحمد سيف          | أحمد سيف         |
| 13 | مسرحية: قبل أن يذوب الثلج    | 1988        | جواد فهمي         | محمد دروبي       |
| 14 | مسرحية: الخوفُ الرَّابع         | 1989        | جريجوري جورين     | كريكور كلش       |
| 15 | مسرحية: عودةُ الرَّاعي          | 1990        | آلكسي آربوزوف     | كريكور كلش       |
| 16 | مسرحية: إذاعة أبو محمود      | 1996        | وانيس باندك       | وانيس باندك      |
| 17 | مسرحية: تعالوا نرتجل         | 1997        | أحمد سيف          | أحمد سيف         |
| 18 | مسرحية: خرجَ وقد يعود         | 1998        | محمد دروبي        | محمد دروبي       |
| 19 | مسرحية: لعبة السُّلطان والوزير | 1999        | البوصيري عبد الله | مروان غريواتي    |
| 20 |                              |             |                   |                  |

## الفنانون المشاركون
- محمد العبيد
- هلال دملخي
- محمد تمو
- ذكي عبود
- غسان دهبي
- فاطمة ماردلي
- نادر سفراني
- إيمان بيانوني
- زهير معلاَّ حلبي
- بكري بركات
- بهجت براق
- جهاد فنصة
- عبد الفتاح حريتاني
- ناصر وردياني
- مروان غريواتي
- وليد عقاد
- ماكدة مورة
- زكريا ريحاوي .
- سُكينه العلي .
- حمدي ديب .
- أمين الخطيب .
- عبد السَّلام كنيفاتي .
- حسني الزعيم .
- حسين خياطة .
- أمل محمد .
- عبد القادر جالق .
- سمير حرحر .
- علاء طرَّاب .
- هُدى ركبي .
- محمد ناصيف .
- ثائر جلجوقة .
- بديع قطان

```
هوري بصمه
```

## الفنيُّون الذين شاركوا في هذه الأعمال
| الإعداد الموسيقي | تنفيذ الديكور | الملابس والأزياء | الإضاءة والصوت  | إدارة المنصة |
| ---------------- | ------------- | ---------------- | --------------- | ------------ |
| عبد القادر إلجي  | أحمد سيف      | فاطمة كيالي      | محمد خير جراح   | نديم شراباتي |
| ربيع أرناؤوط     | أحمد كيوان    | ناصر وردياني     | عبد الكريم شيَّاح | هلال دملخي   |
| محمد قدري دلال   | حسان نجار     | عبد القادر جعبري | عثمان عثمان     | رضوان سالم   |
| نوري اسكندر      | رفعت شراباتي  | حسان دهبي        | شكري برطاوي     | حسن شنانه    |
| بيرج قسيس        | طاهر بني      |                  | عمار الجراح     |              |